# Brouvelieures
Brouvelieures é uma comuna francesa na região administrativa de Grande Leste, no departamento de Vosges. Estende-se por uma área de 7,36 km². Em 2010 a comuna tinha 450 habitantes (densidade: 61,1 hab./km²).